# Thomas H. White
Thomas H. White (Phillipston, 26 aprile 1836 – Cleveland, 22 giugno 1914) è stato un inventore e imprenditore statunitense, fondatore della White Sewing Machine Company.

## Biografia
Nacque nel 1836 a Phillipston nel Massachusetts da Betsey Pierce e Windsor White. L'infanzia fu segnata dalla povertà e ricevette un'istruzione comune di base, con il padre artigiano fabbricante di sedie. Da giovane ebbe reputazione di un maestro meccanico.
Nel 1857 inventò una piccola macchina da cucire manuale con il socio Wm. Grothe e 500 US$ di capitale. L'azienda si chiamò The New England Sewing Machine. Nel 1866 White si spostò con la famiglia a Cleveland nell'Ohio, fondando la White Manufacturing Company nel 1870. L'azienda divenne la seconda società per produzione di macchine da cucire del mondo, dopo la Singer. Nel 1876 l'azienda fu rinominata White Sewing Machine Company. Con espansioni successive nacque il gruppo White Consolidated Industries. Nel giro di dieci anni la produzione passò da 25 a 2.000 unità prodotte alla settimana.
Nel 1876 fu eletto deputato nel Cleveland City Council. Fu un convinto antirazzista. Incontrò Mary McLeod Bethune, figlia di schiavi, mentre era in vacanza in Florida negli anni '70 del XIX secolo. Lei fu la fondatrice della "Daytona Educational and Industrial Training School", un pre-college femminile, e White ne divenne il sostenitore. Dopo la morte di White, la Bethune gli dedicò un palazzo alla memoria, il White Hall. Questa scuola divenne in seguito il "Bethune-Cookman College".

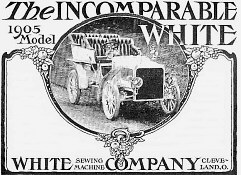
Manifesto pubblicitario del 1905 di una vettura della White Motor Company

Intorno al 1898, Thomas H. White acquistò una locomobile con motore a vapore, e trovò la caldaia del suo propulsore poco affidabile. Così suo figlio Rollin H. White espose alcune idee per migliorare il suo design. Rollin brevettò la nuova tecnologia da lui inventata e la offrì, tra gli altri, alla locomobile. Alla fine persuase suo padre, che aveva una buona esperienza e possedeva spirito imprenditoriale, di permettergli l'uso di un angolo dei fabbricati adibiti alla costruzione delle macchine da cucire per realizzare automobili complete.

### Vita privata
White sposò Almira L. Greenleaf da Boston il 2 novembre 1858, con la quale ebbe otto figli: Windsor, Clarence, Rollin H. White, Walter, Ella, Alice, Alice Maud e Mabel. È sepolto nel cimitero di "Lake View".

## Fondazione Thomas H. White
Fondata nel 1913, la Thomas H. White Foundation continua nello scopo di istruire e aiutare i cittadini di Cleveland.